# Nhà thờ Hồi giáo lớn Samarra
Nhà thờ Hồi giáo lớn Samarra  là một nhà thờ Hồi giáo được xây dựng vào thế kỷ 9, nằm bên dòng sông Tigris ở Samarra, một thành phố nằm về phía bắc Baghdad, Iraq. Công trình được xây dựng vào năm 848 và hoàn thành năm 851 dưới triều đại của khalip nhà Abbas là Al-Mutawakkil, người đã trị vì ở Samarra từ 847 đến 861.
Nhà thờ Hồi giáo lớn Samarra từng tồn tại trong một khoảng thời gian dài như là một nhà thờ Hồi giáo lớn nhất thế giới. Nó nổi tiếng với ngọn tháp Malwiya hình nón lớn cao 52 mét và rộng 33 mét với một con đường dẫn lên đỉnh hình xoắn ốc. Triều đại Al-Mutawakkil đã có một ảnh hưởng lớn đến sự hình thành lên thành phố và người chịu trách nhiệm xây dựng nhà thờ Hồi giáo lớn Samarra. Trong một danh sách các dự án xây dựng xuất hiện trong các phiên bản khác nhau, có tới 20 công trình. Nhà thờ Hồi giáo mới với ngọn tháp của nó xoắn ốc xây dựng giữa năm 849 và 851 trở thành một phần mở rộng của thành phố về phía đông.
Ngày 1 tháng 4 năm 2005, đỉnh của ngọn tháp Malwiya bị hư hại bởi một quả bom trong cuộc Chiến tranh Iraq.
Năm 2007, nó là một phần của Samarra được UNESCO công nhận là di sản thế giới.